# Section française du Comité de secours pour l'Arménie
Vous lisez un « bon article » labellisé en 2021.
La Section française du Comité de secours pour l'Arménie (arménien : Hayastani Oknoutian Gomidé, HOG) est une organisation communiste et pro-soviétique fondée en 1925, qui avait pour objectif de rapprocher la diaspora arménienne en France et l'Arménie soviétique, et de soutenir les communistes arméniens de France. Entre 1925 et sa disparition en 1937, elle structure le mouvement ouvrier arménien de France, se rapproche du Parti communiste français (PCF), publie ou soutient un certain nombre de périodiques, forme des militants dont le plus connu est Missak Manouchian et revendique jusqu'à 3 500 membres dans toute la France.

## Historique

### Genèse et fondation
En 1921 est créé le Comité de secours pour l'Arménie (HOG, pour Hay Oknoutian Gomidé) à Erevan, en Arménie soviétique,. Il remplace le HOM (Hay Oknoutian Marmin, soit Commission d'aide à l'Arménie), organisation mise en place par la Première République d'Arménie pour obtenir de l'aide matérielle. Le HOG est une organisation internationale d’obédience communiste qui cherche aussi à obtenir de l'aide matérielle et plus généralement à tisser des liens entre la diaspora arménienne et l'Arménie.
La section française du HOG est fondée en 1925,,, officiellement le 29 mai, peu après la reconnaissance de l'URSS par la France fin 1924. Cette décision de s'implanter en France est cependant antérieure à cette reconnaissance, les statuts de l'organisation mentionnant une création en avril 1924. De fait, l'organisation est déjà active en 1924. La tâche de créer cette organisation est confiée à Kourken Tahmazian (1890-1936 ; et peut-être aussi déjà à Haïg Kaldjian), communiste arménien auparavant membre du parti social-démocrate Hentchak.
Dans les statuts de la section française du HOG, les objectifs affichés sont les suivants : aider à la reconstruction et contribuer au redressement économique de l'Arménie, établir des relations mutuelles, faire connaître l'Arménie soviétique aux Arméniens de la diaspora, encourager leur rapatriement (selon le principe des nationalités), etc.,. Elle revendique ne « poursuivre aucun but politique », ce qui est évidemment faux. C'est un véritable relais de la propagande de Moscou, ainsi qu'un instrument de lutte contre l'influence de la Fédération révolutionnaire arménienne (FRA, aussi appelé parti Dachnak), très prégnante au sein de la diaspora arménienne.

### Le HOG et le PCF, deux organisations liées
En 1924, le PCF crée des groupes de langue destinés à encadrer les travailleurs étrangers, dont un groupe de travailleurs arméniens, qui prend le nom en 1926 de sous-section arménienne du PCF,.
Kourken Tahmazian est l'acteur principal de la fusion de la section parisienne du parti Hentchak au sein du PCF, dont les militants, menés par lui, constituent ainsi les premiers membres de cette sous-section.
Kourken Tahmazian est nommé secrétaire général de la Section française du HOG de 1925 à 1931, et continue d'avoir un rôle très important sur la direction de l'organisation jusqu'à sa mort en mars 1936. Il est aussi le personnage central de la sous-section arménienne du PCF, ayant ainsi le contrôle des deux pôles du mouvement communiste et pro-soviétique arménien en France. Les membres de cette sous-section arménienne du PCF, qui passent de 450 en 1927, à moins d'une centaine après la répression anticommuniste du gouvernement Poincaré, sont aussi souvent proches du HOG. Comme le note Astrig Atamian, « la plupart des adhérents de la sous-section arménienne sont venus au PCF à travers leurs responsabilités au sein du HOG et leur engagement en faveur de l’Arménie soviétique ».
Ainsi, parmi les commissions qui existent au sein de la sous-section arménienne du PCF, existe une Commission du HOG, qui montre bien que le PCF a conscience du caractère incontournable du HOG dans le paysage de la gauche arménienne et le reconnaît officiellement. Cependant, si la sous-section et le HOG sont à bien des égards imbriqués, la première cherche à rallier les communistes arméniens aux luttes sociales françaises tandis que le second veut les en dissuader et plutôt les diriger vers l'horizon soviétique.

### Dans les années 1920
Le HOG s'implante en France à une époque où les Arméniens arrivent à peine dans le pays. En 1925, alors qu'ils se trouvent principalement à Marseille, leur activité militante est très limitée. Cette situation évolue toutefois rapidement, à mesure qu'ils se retrouvent de plus en plus au chômage. Le HOG profite de cette situation, aggravée par des mesures administratives limitant leurs perspectives d'emploi en 1928.
Le fondateur, Kourken Tahmazian, joue aussi un rôle éditorial, dirigeant les publications successives faisant office d’organe du HOG en France. La Section française du HOG finance partiellement les publications des communistes arméniens, comme Hay Panvor (1924), Panvor-Parizi (1924-1925), Verelk (1926-1927), Erevan (1925-1930) ou encore Mer Oughine (1931-1932). Eghia Tchoubar, agent envoyé d'Erevan, lance Verelk à son arrivée, et fait de ce journal domicilié dans les locaux de L'Humanité l'organe du Comité central exécutif des cellules ouvrières arméniennes du PCF. À ce journal succède Panvor (1928-1929). Pour Mer Oughine, Kourken Tahmazian effectue début 1931 un séjour de quatre mois en Arménie, au cours duquel il obtient les moyens de financer ce nouveau périodique destiné à remplacer Erevan. Au fur et à mesure, les rédacteurs sont recrutés localement, en France, parmi les orphelins du génocide venus au communisme par l'expérience de l'usine et du chômage, ce dernier frappant particulièrement les étrangers après la crise de 1929.
Comme une bonne partie de la gauche arménienne de France, le HOG commémore chaque année le 29 novembre, qui marque la soviétisation de l'Arménie après son invasion par l'Armée rouge, tandis que le reste de la communauté, principalement structurée par la Fédération révolutionnaire arménienne, commémore quant à elle l'indépendance de la Première république d'Arménie, le 28 mai,,. La rivalité entre les deux organisations est forte. Ainsi, un militant de la Section française du HOG, Der Bagdassarian, venu perturber une conférence donnée par Avetis Aharonian à Lyon le 2 mai 1926, est tué d'un coup de couteau par un militant de la FRA (ou peut-être d'un coup de feu). Cet évènement est condamné en juin par l'archevêque Krikor Balakian, qui appelle au calme et à l'unité des Arméniens.
Les communistes arméniens sont aussi surveillés par la police française et cinq d'entre eux sont expulsés du pays en février 1925. Les autorités françaises s'inquiètent de la croissance de ce mouvement communiste qui se targue en février 1927 d'avoir réuni 1 500 personnes pour un meeting à Marseille en faveur des chômeurs arméniens. La surveillance des communistes arméniens repose aussi sur une volonté de limiter les heurts qui opposent parfois anti et pro-soviétiques, mais aussi entre les factions différentes du mouvement communiste arménien : dans la cité phocéenne, la section française du HOG est ainsi concurrencée par une autre association, dirigée par Haïk Serengulian, un militant du PSU, et qui compte 600 adhérents.
Un certain nombre de communistes arméniens de la première heure s'installent en Arménie soviétique dans les années 1920 avec l'aide du HOG, par conviction, mais aussi à cause du chômage ou de la répression policière.

### Dans les années 1930, sous Haïg Kaldjian
En 1933, le docteur Haïg Kaldjian est nommé secrétaire général. C’est autour de lui que se réunit à partir du milieu des années 1930 une nouvelle génération de communistes et d’intellectuels arméniens. En effet, à partir de 1933 puis pendant le Front populaire, le HOG et le PCF attirent de nombreux Arméniens de France. Ainsi, l'année de l'intronisation de Haïg Kaldjian, le HOG possède 16 sections en région parisienne, ; dans toute la France, il revendique 52 sections et 2 000 membres. Trois ans plus tard, il existe 68 sections comprenant 3 500 membres. Plusieurs facteurs expliquent cette croissance : montée du fascisme en Europe (avec par exemple la crise du 6 février 1934 en France) qui pousse le Komintern à abandonner la tactique de « classe contre classe » lors de son Septième congrès (été 1935), ouverture de l'URSS vers l'extérieur, ascension du PCF et avènement du Front populaire, etc..
En février 1933, l'organisation lance la revue Hog, organe officiel de l'organisation.

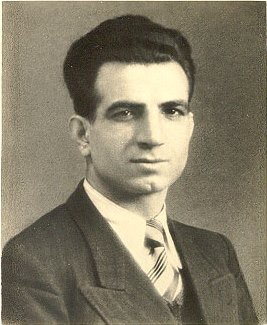
Missak Manouchian.

La rivalité avec la Fédération révolutionnaire arménienne continue dans les années 1930. Ainsi, certains communistes arméniens dépeignent les membres de la FRA comme des fascistes. Le 26 février 1933, des communistes viennent perturber une réunion de la FRA à Grenoble aux cris de « Vive l'Arménie communiste ! » ; la bagarre qui s'ensuit provoque la mort d'un homme. À Valence, la mairie refuse de louer des salles aux Arméniens pour certaines festivités du fait de la récurrence des rixes.
Chaque fin d'année, le HOG organise un gala. C'est au gala de 1934 que Mélinée Manouchian, alors responsable de la caisse, rencontre pour la première fois Missak Manouchian, qui y adhère cette même année, en même temps qu'il adhère au PCF,.
En juillet 1935 a lieu le Congrès du HOG, rassemblé pour y élire son Conseil central, et où chaque section est représentée par un délégué. Un des objectifs du Congrès est l'élection au Comité central de nombreux jeunes et de femmes. Missak et Mélinée sont alors tous les deux désignés délégués par leur section respective et sont donc présents au Congrès. Ils sont élus au Comité central, et se fréquentent ensuite quotidiennement dans les bureaux de l'organisation. Missak Manouchian est de plus élu au poste de Deuxième secrétaire, poste créé à ce moment, et nommé responsable du journal Zangou.
La section française du HOG est interdite en 1935 par les autorités françaises qui s'inquiètent de ses progrès,,,. Mais cette interdiction est toute théorique et le HOG continue d'exister jusqu'à la dissolution de son organisation mère en 1937, voire en 1938.
Le HOG joue un rôle de premier plan dans le rapatriement de plusieurs milliers de réfugiés arméniens en France vers l'Arménie dans les années 1920 et 1930. C'est notamment le cas le 9 mai 1936 de 1 734 Arméniens (ou peut-être plutôt 1 800 familles selon Le Petit Provençal, soit 3 000 personnes), pour la plupart communistes et membres du HOG ; certains Arméniens se rapprochent alors du HOG et du PCF pour espérer faire partie de ces émigrants.
Le rapatriement vers l'Arménie soviétique de nombreux communistes arméniens, souvent les plus convaincus d'entre eux, dépouille la section française du HOG d'une bonne partie de ses effectifs. De plus, ces rapatriés se retrouvent vite désabusés et alertent leurs proches restés en France, leur demandant de ne pas les rejoindre. Si l'on ajoute à ceci les Grandes Purges staliniennes qui culminent avec les procès de Moscou, le HOG perd à partir de là de son attrait et décline rapidement en France.
À partir de 1936, le recul du HOG permet au PCF de reprendre quelque peu la main sur les communistes arméniens de France. Ceux-ci sont toujours plus intégrés dans la société française et leur engagement communiste passe de plus en plus par le PCF plus que par le HOG.

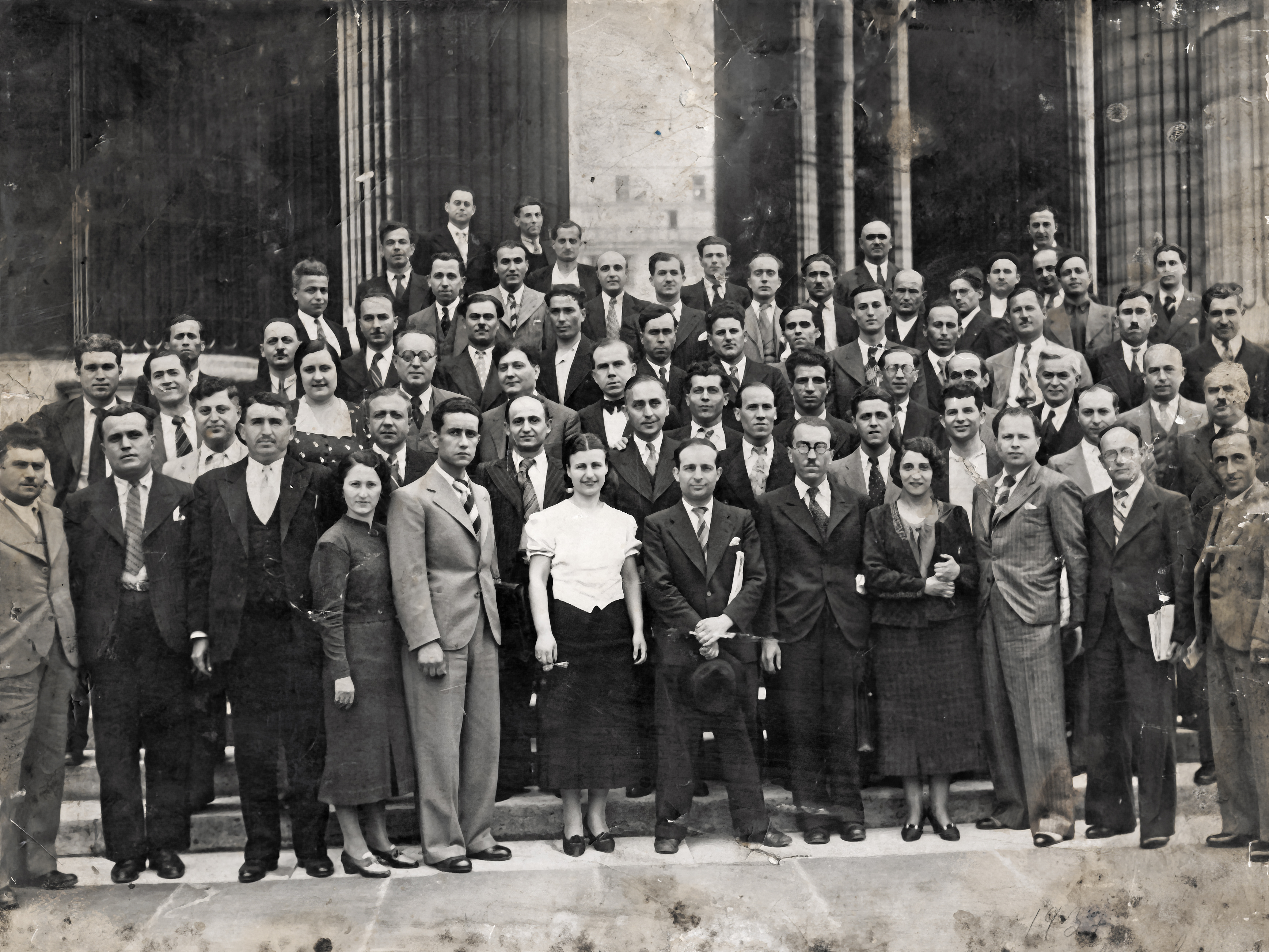
Les membres du 6e congrès du HOG le 25-06-1937 devant le Panthéon. On peut distinguer Mélinée Manouchian, Louisa Aslanian, Missak Manouchian ou encore Mihran Mazlemian.

### Dissolution et Union populaire franco-arménienne (1937-1939)
Après la dissolution du HOG en 1937, ses militants français sont désemparés et connaissent de plus des difficultés financières. Ils créent une nouvelle structure en 1938 : l'Union populaire franco-arménienne, (ou seulement Union populaire arménienne, Hay Joghovourtagan Mioutioun), basée rue Saulnier. Ses dirigeants sont Haïg Kaldjian et Missak Manouchian.
Missak Manouchian fait alors la tournée des communautés arméniennes en France pour promouvoir la nouvelle organisation,. À la suite d’une entrevue à Décines avec le jeune Henri Karayan, ce dernier rejoint l'Union,. Selon lui, « l'organisation de Manouchian avait pour objectifs l'émancipation et la culture arméniennes ».
Ses dirigeants sont arrêtés dès la déclaration de guerre, début septembre 1939, avant même la dissolution de l'organisation le 26 septembre (en même temps que le PCF et tous ses satellites).
La police pose des scellés sur le siège de l'organisation, ce qui n'empêche pas Mélinée Manouchian de s'y introduire par effraction avec l'aide de Louisa et Arpiar Aslanian afin d'y récupérer des documents compromettants (notamment les listes des membres) et de les détruire avant leur saisie.

## Organisation
Le siège du HOG se trouve à Paris, rue Bourdaloue. L'organisation, très centralisée, est dirigée par un secrétaire général et un Comité central, et est constituée par des Comités locaux, un seul par ville (de 10 membres au minimum), sauf à Marseille et à Paris.
Dans la capitale, le HOG possède de nombreuses sections (16 en 1933) : ainsi, Missak Manouchian est membre du comité du Quartier latin, plutôt composé d'intellectuels, tandis que Mélinée Assadourian milite au comité de Belleville, largement composé d'ouvriers.
En province, dans la région Rhône-Alpes, on trouve par exemple un comité local à Valence dès 1925, dirigé par Mirhan Dersarkissian, ancien du parti Hentchak. Les membres du HOG y sont estimés à 300 fin 1932 : 45 à Vienne, 18 à Pont-de-Chéruy, 94 à Décines, 52 à Grenoble, 20 à Villard-Bonnot et 42 à Valence.

## Personnalités liées
- Kourken Tahmazian : fondateur, secrétaire général (1925-1931)[8].
- Haïg Kaldjian : secrétaire général (1933-1937).
- Missak Manouchian : membre du comité du Quartier latin (1934), membre du Conseil central (1935)[31] et deuxième secrétaire (1935-1937).
- Mélinée Manouchian : membre au début des années 1930 après sa sortie de l'école Tebrotzassère[47], membre du comité de Belleville, membre du Conseil central (1935).
- Guiragos Karayan, père d'Henri Karayan : secrétaire de la section de Décines[43].
- Louisa Aslanian[48]
- Arpiar Aslanian
- Diran Vosguiritchian[49]

## Périodiques liés
- Hay Panvor (1924)[21]
- Verelk (1926-1927)[21]
- Erevan (1925-1930)[21]
- Tzolk (1928)[50]
- Mer Oughine (1931-1932)[8]
- Hog (1933-1935)[21]
- Zangou (1935-1937)

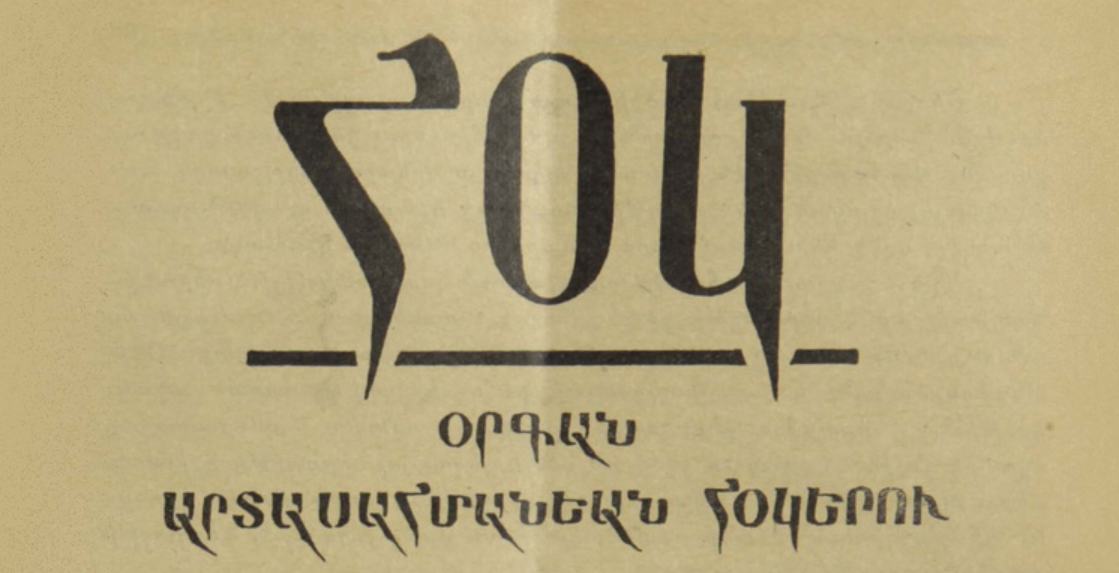
Manchette de Hog.
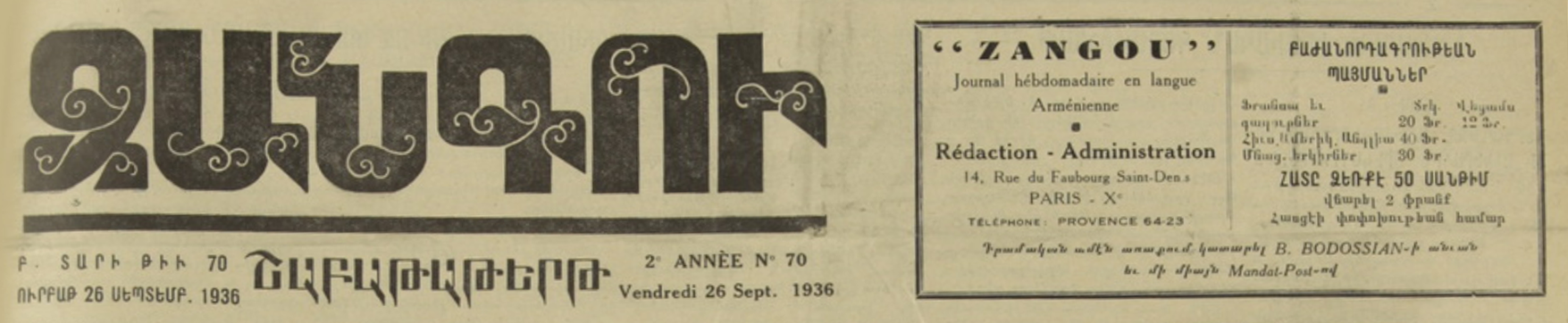
Manchette de Zangou.